# Opius rugicoxis
Opius rugicoxis är en stekelart som beskrevs av Fischer 1969. Opius rugicoxis ingår i släktet Opius och familjen bracksteklar. Inga underarter finns listade i Catalogue of Life.